# Medalla del 10.º Aniversario de Astaná
La Medalla del 10.º Aniversario de Astaná (en kazajo: Астанаға 10 жыл, romanizado: Astanaǵa 10 jyl), es una medalla conmemorativa estatal de la República de Kazajistán establecida por decreto del presidente de Kazajistán el 6 de mayo de 2008 y otorgada a destacados ciudadanos y veteranos kazajos en conmemoración del décimo aniversario de la fundación de la nueva capital de Kazajistán, Astaná (actual Nur-sultán), fundada en 1998.

## Estatuto
La medalla se otorga a ciudadanos kazajos y extranjeros:
- Por contribuciones significativas a la creación y el desarrollo de la República de Kazajistán y de su capital Astaná;
- A los veteranos de la Segunda Guerra Mundial;
- A los jefes de Estado que hayan aceptado la invitación para visitar Astaná durante las celebraciones de su décimo aniversario.

Los candidatos a la concesión de la Medalla serán propuestos al Presidente de la República de Kazajistán por el Parlamento, el Gobierno, el Consejo Constitucional, el Tribunal Supremo, los jefes de los ministerios, las regiones, Astaná y Almaty, las asociaciones públicas y otros órganos estatales centrales de la República de Kazajistán.
La Medalla se otorga por el presidente de la República de Kazajistán y también puede entregarse en nombre del Presidente de la República de Kazajistán, por:
1. Secretario de Estado de la República de Kazajistán;
2. Presidentes de comisiones parlamentarias de la República de Kazajistán;
3. Miembros del Gobierno de la República de Kazajistán;
4. Jefes de regiones, Astaná y Almaty;
5. otros funcionarios.

La Medalla del 10.º Aniversario de Astaná se lleva en el lado izquierdo del pecho. Si hay otras medallas u órdenes estatales de la República de Kazajistán, se coloca después de ellos.

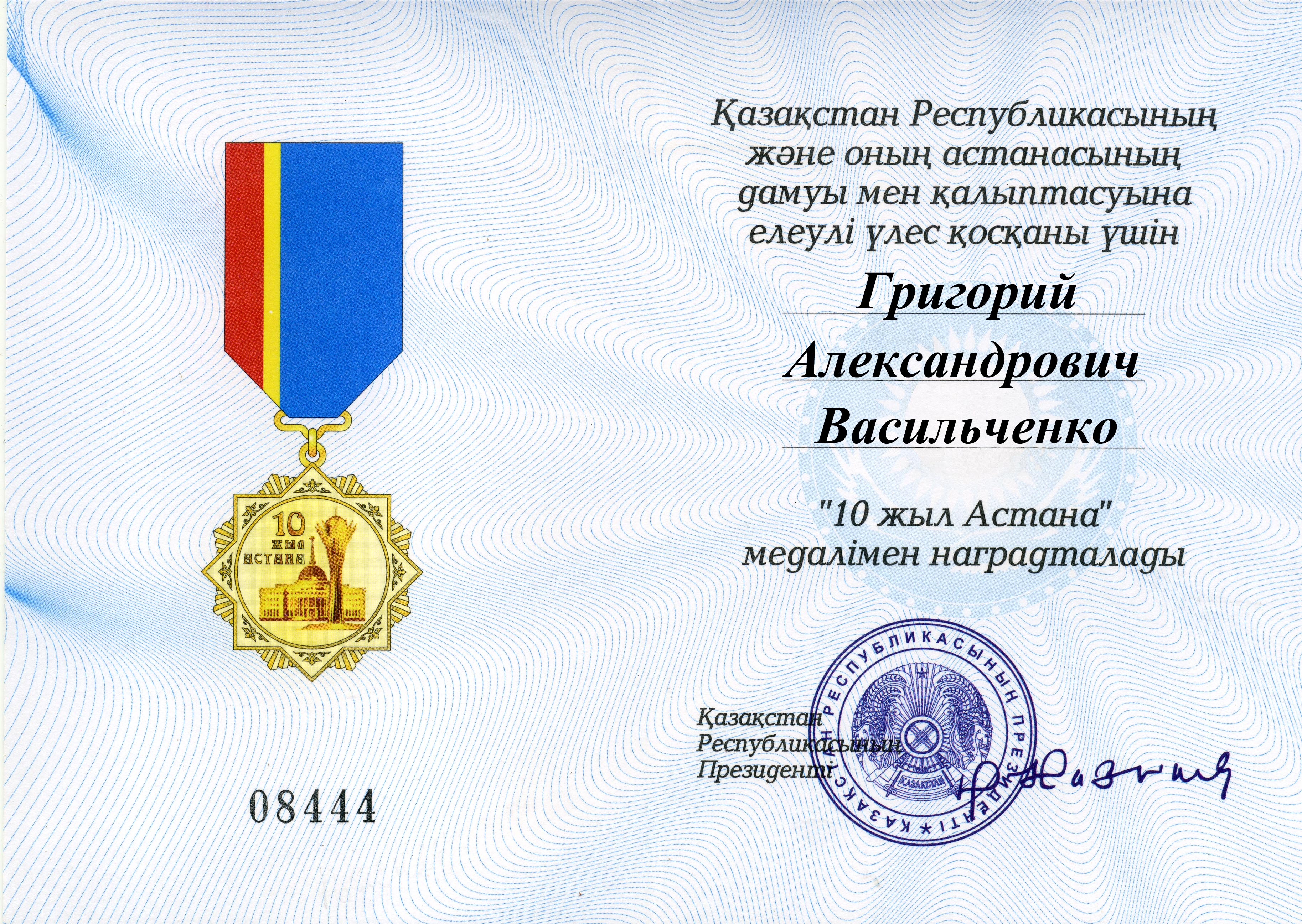
Certificado de concesión de la medalla

Cada medalla venía con un certificado de premio, este certificado se presentaba en forma de un pequeño folleto de cartón de 8 cm por 11 cm con el nombre del premio, los datos del destinatario y un sello oficial y una firma en el interior.

## Descripción
La medalla está hecha de latón y tiene la forma de un poliedro regular con un diámetro de 40 mm. 
En el anverso, en las esquinas del octaedro hay varios elementos decorativos tradicionales, entre las esquinas del octaedro hay cinco rayos solares. En el centro del octágono hay un círculo en cuya parte superior izquierda está la inscripción «10 añós de Astaná» (en kazajo: «10 ЖЫЛ АСТАНА»), hecha en tres líneas, en el centro está la imagen de la Residencia Presidencial de la República de Kazajistán y, en primer plano, la torre de Bayterek. 
En el reverso está la inscripción «REPÚBLICA DE KAZAJISTÁN 2008» (en kazajo: «ҚАЗАҚСТАН РЕСПУБЛИКАСЫ 2008»), en tres líneas. En la parte inferior de la inscripción hay un pequeño elemento de ornamento nacional.
La medalla está unida por medio de un ojal y un anillo a un bloque hexagonal de 50 mm de alto y 32 mm de ancho, cubierto con una cinta de muaré con rayas verticales: rojo de 7 mm de ancho, amarillo de 3 mm de ancho, azul de 22 mm de ancho. En la parte trasera del bloque hay un alfiler con cierre de visera, con el que se sujeta la medalla a la ropa.

## Galardonados

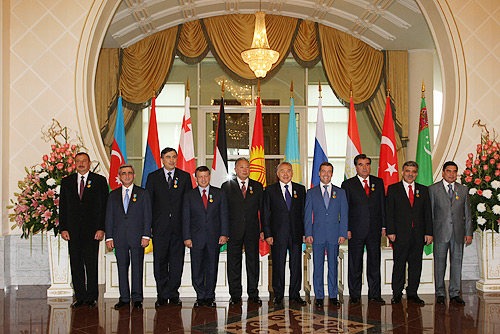
Foto de grupo de los jefes de Estado y de gobierno que asisitieron al décimo aniversario de la fundación de Astaná

Lista parcial de los galardonados con la Medalla del 10.º Aniversario de Astanáː
- Nursultán Nazarbáyev - expresidente de Kazajistán
- Imangali Tasmagambetov - ex primer ministro
- Murat Maikeyev - líder militar kazajo
- Saken Zhasuzakov - ministro de Defensa
- Mukhtar Altynbayev - oficial militar kazajo
- Nurlan Nigmatulin - político kazajo
- Kasim-Yomart Tokaev, presidente de Kazajistán
- Jiuaz Dospánova, piloto y navegante kazaja veterana de la Segunda Guerra Mundial

### Extranjeros

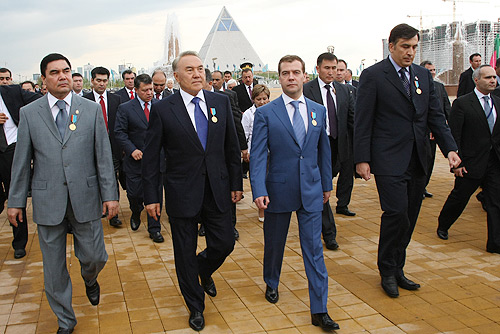
Gurbanguly Berdimuhamedow, Nursultán Nazarbáyev, Dmitri Medvédev y Mijeíl Saakashvili con sendas medallas del 10 aniversario de Astaná en el pecho durante su visita a Astaná

Durante los actos festivos dedicados al décimo aniversario de la fundación de la capital de Kazajistán, Astaná, se entregó la medalla a los jefes de Estado que aceptaron la invitación para asistir a dichos actos. Entre ellos:
- Dmitri Medvédev - presidente de Rusia
- Abdalá II de Jordania - rey de Jordania
- Gurbanguly Berdimuhamedow - presidente de Turkmenistán
- Ilham Aliyev - presidente de Azerbaiyán
- Ramzán Kadýrov - presidente de Chechenia
- Emomali Rahmon - presidente de Tayikistán
- Kurmanbek Bakíev - presidente de Kirguistán
- Abdullah Gül - presidente de Turquía
- Mijeíl Saakashvili - presidente de Georgia
- Serzh Sargsián - presidente de Armenia